# Five Man Acoustical Jam
Five Man Acoustical Jam es un álbum acústico en vivo de la banda estadounidense Tesla, publicado en 1990. El mayor éxito del álbum fue la canción "Signs", una versión de la banda canadiense Five Man Electrical Band. Otras canciones destacadas del disco fueron "Love Song" y "The Way It Is" (éxitos del álbum The Great Radio Controversy) y las versiones "Mother's Little Helper" (The Rolling Stones), "Lodi" (Creedence Clearwater Revival) y "We Can Work It Out" (The Beatles).
Fue grabado en la ciudad de Filadelfia, Pensilvania, en el teatro Trocadero durante una serie de conciertos acústicos que servían de apertura a Mötley Crüe en su gira promocional del álbum Dr. Feelgood.

## Lista de canciones
| N.º | Título                        | Escritor(es)                     | Artista original                 | Duración |  |
| 1.  | «Comin' Atcha Live/Truckin'»  | Tesla / Garcia                   | Canción original / Grateful Dead | 7:23     |  |
| 2.  | «Heaven's Trail (No Way Out)» | Keith, Skeoch                    |                                  | 4:41     |  |
| 3.  | «The Way It Is»               | Hannon, Keith, Luccketta, Skeoch |                                  | 6:35     |  |
| 4.  | «We Can Work It Out»          | Lennon, McCartney                | The Beatles                      | 2:09     |  |
| 5.  | «Signs»                       | Les Emmerson                     | Five Man Electrical Band         | 3:15     |  |
| 6.  | «Gettin' Better»              | Hannon, Keith                    |                                  | 3:30     |  |
| 7.  | «Before My Eyes»              | Hannon, Keith, Luccketta, Skeoch |                                  | 6:06     |  |
| 8.  | «Paradise»                    | Hannon, Keith, Wheat             |                                  | 5:49     |  |
| 9.  | «Lodi»                        | Fogerty                          | Creedence Clearwater Revival     | 2:51     |  |
| 10. | «Mother's Little Helper»      | Jagger/Richards                  | The Rolling Stones               | 3:47     |  |
| 11. | «Modern Day Cowboy»           | Hannon, Keith, Skeoch            |                                  | 6:09     |  |
| 12. | «Love Song»                   | Hannon, Keith                    |                                  | 9:54     |  |
| 13. | «Tommy's Down Home»           | Skeoch                           |                                  | 2:04     |  |
| 14. | «Down Fo' Boogie»             | Keith, Skeoch                    |                                  | 3:21     |  |

## Listas

### Álbum
| Año  | Lista         | Posición |
| ---- | ------------- | -------- |
| 1991 | Billboard 200 | 12       |

### Sencillos y canciones
| Año  | Sencillo | Lista                  | Posición |
| ---- | -------- | ---------------------- | -------- |
| 1990 | Signs    | Mainstream Rock Tracks | 2        |
| 1991 | Signs    | Billboard Hot 100      | 9        |
| 1991 | Paradise | Mainstream Rock Tracks | 28       |